# Tove Appelgren
Tove Appelgren, född 8 juli 1969 i Åbo, är en finlandssvensk regissör, dramatiker och författare.
Appelgren har studerat journalistik och litteratur och senare även regikonst vid Teaterhögskolan. År 2000 tog hon magisterexamen i teaterkonst.
Appelgren är dramaturg på Åbo svenska teater sedan januari 2018 och arbetar också med Teater Taimine. Hon har tidigare jobbat för Lilla teatern i Helsingfors, Unga Teatern, Wasa Teater och Radioteatern. 
Appelgren är också känd för barnbokserien om Vesta-Linnéa. Den första boken om Vesta-Linnéa utkom år 2001 och har sedan dess översatts till fjorton språk.  Vesta-Linnéas svartaste tanke nominerades till Finlandia junior-priset 2008. År 2016 fick hon Svenska folkskolans vänners kulturpris för såväl Vesta-Linnéa-serien som för sitt engagemang inom scenkonsten. 
Böckerna om Vesta-Linnéa ska också bli en TV-serie, som enligt planen ska vara klar i mars år 2022. Svenska Yle har beställt en serie på tolv avsnitt av produktionsbolaget Långfilm Productions. Inspelningen börjar sommaren 2021.
Appelgren var Vegas sommarpratare år 2014.